# Muramoilpentapeptidna karboksipeptidaza
Muramoilpentapeptidna karboksipeptidaza (EC 3.4.17.8, -alanin karboksipeptidaza I, DD-karboksipeptidaza, D-alanin karboksipeptidaza, D-alanil--alanin karboksipeptidaza, D-alanin-D-alanin-karboksipeptidaza, karboksipeptidaza D-alanil-D-alanin, karboksipeptidaza I, UDP-N-acetilmuramoil-tetrapeptidilna-D-alanin alanin-hidrolaza, D-alanil--alanin peptidaza, DD-peptidaza, penicilin vezujući protein 5, PBP5, PdcA, VanY) je enzim. Ovaj enzim katalizuje sledeću hemijsku reakciju
Razlaganje veze UDP-N-acetilmuramoil-L-alanil-D-gama-glutamil-6-karboksi-L-lizil-D-alanil-D-alanin
Za dejstvo bakterijskog enzima je neophodan divalent katjon.

## Literatura
- Nicholas C. Price; Lewis Stevens (1999). Fundamentals of Enzymology: The Cell and Molecular Biology of Catalytic Proteins (Third изд.). USA: Oxford University Press. ISBN 019850229X.
- Eric J. Toone (2006). Advances in Enzymology and Related Areas of Molecular Biology, Protein Evolution (Volume 75 изд.). Wiley-Interscience. ISBN 0471205036.
- Branden C; Tooze J. Introduction to Protein Structure. New York, NY: Garland Publishing. ISBN 0-8153-2305-0.
- Irwin H. Segel. Enzyme Kinetics: Behavior and Analysis of Rapid Equilibrium and Steady-State Enzyme Systems (Book 44 изд.). Wiley Classics Library. ISBN 0471303097.
- William P. Jencks (1987). Catalysis in Chemistry and Enzymology. Dover Publications. ISBN 0486654605.

## Spoljašnje veze
- Muramoylpentapeptide+carboxypeptidase на 